# Departamento de Granada
Granada es un departamento de Nicaragua. Su cabecera departamental es Granada. La ciudad de Granada fue fundada entre Xalteva, (Jalteva), y el lago Cocibolca o Gran Lago de Nicaragua, por el conquistador español Francisco Hernández de Córdoba en el año 1524, constituyéndose en uno de los asentamientos coloniales más antiguos de Centroamérica.

## Geografía
Granada está ubicada en el extremo noroeste del Lago Cocibolca y limita con los departamentos de Rivas, Carazo, Masaya, Managua y Boaco. En medio del departamento se encuentra el volcán Mombacho.

## Historia
Habitaban en ese entonces en Xalteva los diarianes, una casta de los choretega, guerreros y artistas que poseían conocimientos en varias disciplinas como la astronomía, la botánica y la medicina y que eran parte de un cacicazgo donde se destacaba también la clase de los comerciantes. Nequecheri era el nombre de la provincia indígena.
Como sostiene el historiador nicaragüense Jorge Eduardo Arellano, desde los comienzo históricos de Granada, ésta se distingue por la fusión de elementos arquitectónicos en la construcción de la ciudad y como base para las exploraciones del Río San Juan.
Estas exploraciones condujeron a establecer una ruta fluvial desde el lago hasta el Océano Atlántico que selló el destino de Granada, dándole una calidad de puerto que nunca perderá y que ha sido parte de su esplendor y de su declino.
El poeta y periodista llama Granada la ciudad "sirena" porque en realidad una parte lo constituye lo urbano y la otra parte, abierta mira al lago Cocibolca.
Durante el periodo colonial Granada se convierte en uno de los puertos comerciales de mayor importancia en Centroamérica a la vez que empiezan las construcciones de la ciudad, todo rígido al principio por la tradición arquitectónica urbana española de la Plaza Mayor e de los Poderes, al centro de la ciudad.
En los sesenta años iniciales del siglo XVII, el auge comercial hace de Granada una ciudad principal. La ciudad gemela de Granada, León fue destruida en el año 1610 por un terremoto causado por la erupción del volcán Momotombo y esto hizo cobrar a Granada mayor importancia, además de que crecían sus plantaciones de tabaco y de cacao, las haciendas de ganado vacuno y mular. El comercio de Granada se efectuaba con Cartagena, Guatemala, El Salvador, Panamá y el Perú.
El incremento del comercio por la ruta del Gran Lago y del Río San Juan, las rivalidades entre España y Inglaterra, Holanda y Francia, hicieron de Granada una víctima de por lo menos tres ataques de piratas que devastaron la ciudad. Así en junio de 1665 Jean David, pirata proveniente de la isla de Jamaica ataca y saquea Granada casi sin encontrar resistencia.
El pirata Gallardito, algunos años más tarde, en 1670, ataca nuevamente Granada burlando las defensas españolas. En contra de tales ataques las autoridades coloniales construyeron El Castillo de la Inmaculada Concepción en el Río San Juan durante el año 1675. El Castillo sirvió para defenderse de la piratería y de los ingleses que pretendían adueñarse de la vía de comunicación. No obstante la fortificación el pirata inglés William Dampier saquea e incendia la ciudad el 8 de abril de 1685.
Los terremotos ocurridos en el año elevaron el cauce del Río San Juan en algunos sitios de su curso de tal forma que interrumpieron las comunicaciones entre el Lago Cocibolca y el Océano Atlántico causando graves daños a la economía de Granada. En 1751, Luis Diez Navarro y Albuquerque construye el fuerte La Pólvora en la entrada de Granada y en 1789 se realiza el Fuertecito en la Costa del Lago y El Castillo San Pablo en una de Las Isletas.
Al principio del siglo XIX, la ciudad colonial mantiene un regular y rentador comercio con las Antillas, este tiempo se caracteriza también por breves periodos de auge en medio de movimientos armados, primero contra el imperio español (1812) y después, en 1823, contra el gobierno mexicano. Los movimientos políticos pro independencia fueron sofocados por las autoridades de la colonia española. Luego, los criollos que se disputaban el poder en el nuevo estado llevan el pueblo de Nicaragua a la guerra civil que empezó en 1824 y acabó en 1828.
Más tarde, en 1854 una nueva guerra civil opuso Granada a la ciudad de León que asedió Granada por nueve meses, por fin Fruto Chamorro liberó Granada. La guerra civil prosiguió hasta el 1857, el pueblo nicaragüense se enfrentó hasta conducir el país a una verdadera Guerra Nacional. Los nacionales contrataron fuerzas estadounidenses para combatir a favor del bando liberal, a los cuales llamaban filibusteros porque habían desembarcado en Nicaragua en la misma forma que hacían de los piratas y los corsarios.
El 22 de noviembre de 1856 el filibustero Henningsen encendía la ciudad de Granada causando enormes daños a los edificios, los huestes de William Walker, antes de retirarse de Granada escribieron estas palabras "Here was Granada", aquí fue Granada. Después de la Guerra Nacional en Granada comenzó la reconstrucción sirviendo, al mismo tiempo, de asiento como capital política hasta 1893, cuando pierde su hegemonía política por causa de una revolución liberal mandada por el general José Santos Zelaya.
Durante lo que se llama el periodo de los treinta años de los gobiernos conservadores, los adelantos en materia de edificaciones e infraestructura física, aparte de resarcirse en términos comerciales son modernizantes y llevados a cabo por los gobernantes conservadores. Distinguida como ciudad conservadora Granada ha sido protagonista de lucha política entre conservadores y liberales en un pugna histórica que ha producido lo que se denomina "paralela histórica", en la conquista de poder.
Entre los logros de los gobiernos conservadores el alumbrado público (1872) el telégrafo (1875), el teléfono (1879), agua potable por cañería (1880), el ferrocarril (1886) con su estación restaurada en los últimos años, el mercado y el parque Colón (1892). Por su belleza que hacen de esta ciudad una perla de la arquitectura colonial, llaman su ciudad "La Gran Sultana". Este nombre fue utilizado por primera vez en 1882 por la escritora española Baronesa de Wilson cuyo nombre era Emilia Serrano García del Tornell.
En el siglo XX la ciudad ha tenido otro tipo de desarrollo, pues siguió en las actividades comerciales e industriales, perdió su hegemonía política pero no su carácter de ciudad de ancestro colonial y neoclásico. Al inicio del siglo XX Granada era considerada la ciudad más rica de Nicaragua, en los años que siguieron se ha dedicado a salvar y conservar su centro histórico que muestra no solo los logros de múltiples administradores, artistas, hombres de negocios y de personalidades, sino también el deseo de preservar para el futuro este tesoro y patrimonio cultural que es la ciudad de Granada.

## Demografía
Demográficamente, el departamento de Granada ocupa el decimoprimer lugar a nivel nacional con una población de 219 mil habitantes según las últimas estimaciones.
| Población histórica del departamento de Granada | Población histórica del departamento de Granada | Población histórica del departamento de Granada |
| Año                                             | Habitantes                                      | Fuente                                          |
| ----------------------------------------------- | ----------------------------------------------- | ----------------------------------------------- |
| 1906                                            | 28 093                                          | Censo nicaragüense de 1906                      |
| 1920                                            | 34 035                                          | Censo nicaragüense de 1920                      |
| 1940                                            | 38 497                                          | Censo nicaragüense de 1940                      |
| 1950                                            | 48 732                                          | Censo nicaragüense de 1950                      |
| 1963                                            | 65 643                                          | Censo nicaragüense de 1963                      |
| 1971                                            | 71 101                                          | Censo nicaragüense de 1971                      |
| 1995                                            | 155 683                                         | Censo nicaragüense de 1995                      |
| 2005                                            | 168 186                                         | Censo nicaragüense de 2005                      |
| 2023                                            | 219 244                                         | Estimaciones del INIDE                          |

Granada tiene una población actual de 219,244 habitantes. De la población total, el 49.6% son hombres y el 50.4% son mujeres. Casi el 68.7% de la población vive en la zona urbana.

## División administrativa
El departamento de Granada está dividido administrativamente en cuatro municipios:
| Municipio | Superficie | Población  | Población       |
| Municipio | Superficie | Censo 2005 | Estimación 2023 |
| --------- | ---------- | ---------- | --------------- |
| Diriá     | 25.52 km²  | 6,375      | 7,280           |
| Diriomo   | 50.08 km²  | 22,352     | 34,781          |
| Granada   | 592.1 km²  | 105,171    | 135,138         |
| Nandaime  | 372.0 km²  | 34,288     | 42,045          |